# 闇鍋テルミン
闇鍋 テルミン（やみなべ テルミン、8月29日 - ）は、日本の漫画家。旧名はテルミン。兵庫県西宮市出身。2021年12月より『マンガ5』（レベルファイブ）にて『レイトンブラザーズ・ミステリールーム』のコミカライズ『レイトンブラザーズ・ミステリールーム 完全犯罪のパズル』を連載している。

## 来歴
2012年12月、テルミン名義で『ヤングキングアワーズ』（少年画報社）2013年2月号よりサイバーアクション作品『トランスノイド』の連載を開始。2014年6月、同作が完結を迎える。同年8月、『ヤングガンガン』（スクウェア・エニックス）にて、「1年間で430万アクセスを突破したWEBマンガ」をリメイクした『役職ディストピアリ』の連載が開始され、作画を担当。2016年9月に同作が完結。
2016年12月、テルミン名義から闇鍋テルミン名義に改名し、『pixivヒーローズ』にてネオSF作品『トランスノーツ』の連載を開始。2021年12月、『マンガ5』（レベルファイブ）にて『レイトンブラザーズ・ミステリールーム』のコミカライズ『レイトンブラザーズ・ミステリールーム 完全犯罪のパズル』の連載を開始。

## 作品リスト
- トランスノイド（『ヤングキングアワーズ』2013年2月号[5] - 2014年8月号[6]、全3巻） - テルミン名義[5]
- 役職ディストピアリ（脚本[7]・原作[8]：千賀史貴、『ヤングガンガン』2014年16号[7] - 2016年18号[8]、全5巻） - テルミン名義、作画担当[7]
- トランスノーツ（『pixivヒーローズ』2016年12月1日[1] - 2018年11月1日[9]、全3巻）
- レイトンブラザーズ・ミステリールーム 完全犯罪のパズル（原作・監修：レベルファイブ、『マンガ5』2021年12月18日[4] - ） - 電子書籍で単行本化[10]